# Leucoloma delicatulum
Leucoloma delicatulum là một loài Rêu trong họ Dicranaceae. Loài này được Renauld mô tả khoa học đầu tiên năm 1898.